# Lancaster, Minnesota
Lancaster là một thành phố thuộc quận Kittson, tiểu bang Minnesota, Hoa Kỳ. Năm 2010, dân số của thành phố này là 340 người.

## Dân số
- Dân số năm 2000: 363 người.
- Dân số năm 2010: 340 người.